# Вопрос — Ответ
«Вопрос — Ответ» (с англ. — «Q & A») — первый роман индийского дипломата Викаса Сварупа, изданный в 2005 году и переведенный более чем на 40 языков мира. Данное произведение повествует о жизни бедного индийского парня, который сумел принять участие в популярной телеигре и выиграть 1 миллиард рупий.

## Идея
Идею написания романа Викас Сваруп подхватил, читая статью в газете о детях из индийских трущоб, которые активно пользуются мобильной связью и Интернетом и тем самым разрушают классовые барьеры. В то же время он узнал о скандальном участии майора британской армии Чарльза Ингрэма, который обманом выиграл 1 миллион фунтов стерлингов в игре «Who Wants to Be a Millionaire?». Сваруп сделал вывод, что если в сговоре обвинили британского майора, то аналогичные обвинения можно предъявить любому человеку, участвующему в игре, даже если он является тем самым индийцем из трущоб.

## Краткое описание сюжета
В полиции допрашивают парня по имени Рама Мохаммед Томас (англ. Ram Mohammad Thomas), слепо верящего в судьбу. Он сирота, а поскольку неизвестно, какой религии придерживались его родители, то его имя соответствует трём религиям — индуизму, исламу и христианству. Раму обвиняют в том, что он участвовал в телеигре «Кто возьмёт миллиард?» (похожей на игру «Кто хочет стать миллионером?») и обманом выиграл 1 миллиард индийских рупий, однако в ходе допроса и обыска не могут найти ни одного технического средства или какого-либо сообщника, который мог помочь Раме.
Единственным человеком, который готов выслушать историю — это адвокат Смита Шах, которая обязуется защищать подзащитного любой ценой. Сюжет переплетается с флэшбеками, в которых Рама отвечал на вопросы телеигры — именно история Рамы, тесно переплетающаяся с описанием ужасных реалий индийских трущоб, может помочь объяснить, откуда он знал ответы на заданные ему на игре вопросы. Каждая глава книги связана с одним из вопросов, на которые отвечал Рама, а также с одной из конкретных жизненных историй.

## Достижения

### Награды
- Boeke Prize (2006, ЮАР)
- Prix Grand Public (2007, Paris Book Fair)

### Номинации
- Best First Book (Commonwealth Writers' Prize)

## Экранизации
По мотивам данного романа в 2008 году был снят фильм «Миллионер из трущоб», завоевавший 4 «Золотых глобуса», 7 премий BAFTA и 8 статуэток «Оскара».